# Edilson Massocco
Edilson Massocco (Concórdia, 01 de agosto de 1971), é deputado estadual, filiado ao Partido Liberal (PL), eleito pelo estado de Santa Catarina.
Foi eleito prefeito de Concórdia nas eleições municipais no Brasil em 2024.